# Oberer Breyeller See
Das Naturschutzgebiet Oberer Breyeller See liegt auf dem Gebiet der Stadt Nettetal im Kreis Viersen in Nordrhein-Westfalen. Das etwa 3,04 ha große Gebiet, das im Jahr 1984 unter Naturschutz gestellt wurde, erstreckt sich südlich der Anschlussstelle „Nettetal“ der Bundesautobahn 61.